# Mileč
Mileč település Csehországban, a Dél-plzeňi járásban. Mileč Kozlovice, Kasejovice, Chlumy, Myslív, Kramolín, Oselce, Nekvasovy, Nepomuk, Třebčice és Mohelnice településekkel határos. Lakosainak száma 343 fő (2024. január 1.).

## Népesség
A település lakosságának változását az alábbi diagram mutatja:
| Lakosok száma | 1226 | 1174 | 1213 | 856  | 485  | 364  | 384  | 383  | 349  | 343  |
|               | 1869 | 1890 | 1921 | 1950 | 1980 | 2001 | 2017 | 2019 | 2022 | 2024 |